# Машине за расађивање садница
Машине за расађивање садница (трансплантери) служе за садњу садница извађених из сејалишта у одељак за формирање, или из ниже у вишу школу. Главне предности машина за пресађивање у односу на мануелну пресадњу су високи учинци (800-2000 садница на сат по једном агрегату зависно од димензија садница и растојања), уједначен размак између редова и биљака у реду и стална дубина садње. Хумани услови рада су такође велика предност оваквих машина. Главни недостатак, висока цена, је разлог да се примена ограничава на велике расаднике са производњом мањег броја врста у већим серијама (саднице за пошумљавање, четинари за "новогодишње јелке").

## Радне операције
Свака машина за расађивање, без обзира на различита технолошка решења појединих модела, у суштини обавља три радне операције: 
1. отвара бразду у коју ће се извршити пресађивање,
2. уз помоћ радника пласира садницу у бразду,
3. збија земљиште уз садницу и затвара бразду.

### Отварање бразде (А)
За прву радну операцију на предњој страни налази се раоник или диск са оштром ивицом полупречника 30-35 cm (колико продире у земљиште отварајући бразде те дубине). 

### Пласирање саднице (B)
Иза њега је део који прихвата садницу од радника и пласира је у бразду. Овде такође постоји више решења: ротирајући диск за садњу са штипаљкама за саднице са голим кореном; диск са штипаљкама за саднице у контејнерима (4х4 и 6х6 cm); два диска од гуме (или са гуменим рубом) за оба типа садница и две конзоле које не ротирају (за пресадњу већих садница на већа растојања). 
Код прва два решења штипаљке прихватају садницу на врху диска, тако што је радник поставља врхом наниже. Ходом диска за 180о садница заузима прави положај (врхом горе). Диск за саднице са голим кореном има укупно 36 штипаљки што обезбеђује растојање између садница у бразди од 5 cm. Скидањем одређеног броја штипаљки добијају се већа растојања. Кад се користи диск са 16, 24 или 36 штипаљки потребан је трактор са редуктором брзине на 100 m/h. 
Код трећег решења уместо  диска са штипаљкама постоје два гумена диска. Дискови нису међусобно паралелни већ су размакнути у горњем делу. Ротирањем дискови се међусобно примичу обухватајући садницу коју радник умеће између њих. Дискови се поново размичу кад садница кореном уђе у бразду.
Помичне конзоле које хватају садницу и ослобађају је кад је кореном у бразди је новије технолошко решење које не ограничава димензије садница (што је код свих ротирајућих дискова ограничено пречником диска). Овакви модели аутоматски одређују растојање биљака у реду тако што конзола сама, уз помоћ електронског монитора, ослобађа садницу у датом тренутку. Они су обично снабдевени и аутоматским бројачем пресађених садница. 

### Затварање бразде (C)
Трећа радна операција - затварање бразде остварује се уз помоћ два масивна метална диска који су најближи један другом у доњем делу. Ротирајући сабијају земљу око саднице, а иза њих две подесиве плоче рахле земљиште око саднице. Код новијих модела метални точкови замењени су точковима са пнеуматским гумама.
Пратећи делови машина за расађивање су седиште за радника и пулт за саднице са штитником од припеке. Седиште је постављено непосредно изнад дискова за садњу тако да се они раднику налазе између ногу. Постоје верзије са седиштем оријентисаним у смеру кретања или обрнуто, а постоје и решења са дисковима бочно од седишта. Поједини модели дозвољавају премештање седишта у 6 различитих позиција тако да се бира најбољи положај радника зависно од врсте и старости садница (Egedal plantemaskine JT proff).

## Типови машина за расађивање
У пракси се обично истовремено пресађивање врши у више редова, односно машина се сасоји из више оваквих јединица - агрегата. Најчешће је заједно 3-6 агрегата (када се говори о троредим, четвороредим … машинама). Минимално растојање између редова је 20-25 cm, а код типа са конзолама 100 до 200 cm.
У зависности од погона за покретање разликују се два типа машина:

### Машине без сопственог погона
Овај тип вуче трактор минималне снаге мотора 26 kW. 

### Самоходне машине
Код самоходног типа, који се назива и супер-префер, бензински или дизел мотор покреће точкове на задњем делу који су снабдевени гусеницама. Са предње стране масивни точкови слични онима код шинских возила усецају се у земљиште одржавајући правац. Ови точкови "вођице" замењују возача који, због масивности машине и спорог хода није потребан. 
Суперпрефер као и поједини модели које вуче трактор имају покривач од најлона ојачан PVC мрежом који се може монтирати при кишном времену, и могућност грејања слично кабинама путничких возила.